# Airbus Military
Airbus Military — колишній підрозділ компанії Airbus, який був частиною Європейської аеронавігаційної оборонної і авіакосмічної компанії (EADS) з 2009 по 2013 рік.
Компанію було офіційно створено в квітні 2009 року шляхом інтеграції колишнього відділу військово-транспортних літаків (MTAD) і Airbus Military Sociedad Limitada (AMSL) в Airbus. У січні 2014 року колишні підрозділи EADS Airbus Military, Astrium і Cassidian об'єдналися, щоб створити Airbus Defence and Space.

## Історія
Компанія-попередник була заснована в січні 1999 року як Airbus Military Company SAS для управління проектом Airbus A400M, перейнявши від консорціуму Euroflag. У травні 2003 року компанію було реструктуровано як Airbus Military Sociedad Limitada (AMSL) перед виконанням виробничого контракту.
Підрозділ військово-транспортних літаків (MTAD) був підрозділом EADS, який розробляв, виробляв і продавав легкі та середні транспортні літаки EADS-CASA зі штаб-квартирою в Мадриді, Іспанія.
16 грудня 2008 року EADS оголосила, що MTAD і AMSL будуть інтегровані в Airbus як частину Airbus Military.
У лютому 2009 року Домінго Уренья-Расо був призначений головою та генеральним директором Airbus Military.
31 липня 2013 року материнська компанія EADS оголосила про реорганізацію в Airbus Group. Airbus Military, Astrium і Cassidian були об’єднані та реорганізовані, щоб сформувати новий підрозділ: Airbus Defence and Space, що знаменує кінець корпоративної організації Airbus Military. Два інших підрозділи Airbus Group — Airbus і Airbus Helicopters.
|                      |                      |                                                  |                                                  |                                                  |                                                  |                                                  |                                                  |                              |                              |                              |                              |      |
| 1970                 | 1992                 | 2000                                             | 2000                                             | 2001                                             | 2006                                             | 2009                                             | 2010                                             | 2014                         | 2015                         | 2017                         | 2017                         | 2017 |
|                      |                      | European Aeronautic Defence and Space Company NV | European Aeronautic Defence and Space Company NV | European Aeronautic Defence and Space Company NV | European Aeronautic Defence and Space Company NV | European Aeronautic Defence and Space Company NV | European Aeronautic Defence and Space Company NV | Airbus Group NV              | Airbus Group SE              | Airbus Group SE              | Airbus SE                    |      |
| Airbus Industrie GIE | Airbus Industrie GIE | Airbus Industrie GIE                             | Airbus Industrie GIE                             | Airbus SAS                                       | Airbus SAS                                       | Airbus SAS                                       | Airbus SAS                                       | Airbus SAS                   | Airbus SAS                   |                              | Airbus SE                    |      |
| Airbus Industrie GIE | Airbus Industrie GIE | Airbus Industrie GIE                             | Airbus Industrie GIE                             |                                                  |                                                  | Airbus Military SAS                              | Airbus Military SAS                              | Airbus Defence and Space SAS | Airbus Defence and Space SAS | Airbus Defence and Space SAS | Airbus Defence and Space SAS |      |
|                      |                      | EADS Defence and Security                        | EADS Defence and Security                        | EADS Defence and Security                        | EADS Defence and Security                        | EADS Defence and Security                        | Cassidian SAS                                    | Airbus Defence and Space SAS | Airbus Defence and Space SAS | Airbus Defence and Space SAS | Airbus Defence and Space SAS |      |
|                      |                      | Astrium SAS                                      | Astrium SAS                                      | Astrium SAS                                      | EADS Astrium SAS                                 | EADS Astrium SAS                                 | EADS Astrium SAS                                 | Airbus Defence and Space SAS | Airbus Defence and Space SAS | Airbus Defence and Space SAS | Airbus Defence and Space SAS |      |
|                      | Eurocopter SA        | Eurocopter SA                                    | Eurocopter SAS                                   | Eurocopter SAS                                   | Eurocopter SAS                                   | Eurocopter SAS                                   | Eurocopter SAS                                   | Airbus Helicopters SAS       | Airbus Helicopters SAS       | Airbus Helicopters SAS       | Airbus Helicopters SAS       |      |
|                      |                      |                                                  |                                                  |                                                  |                                                  |                                                  |                                                  |                              |                              |                              |                              |      |
|                      |                      |                                                  |                                                  |                                                  |                                                  |                                                  |                                                  |                              |                              |                              |                              |      |